# Robert Geisendörfer

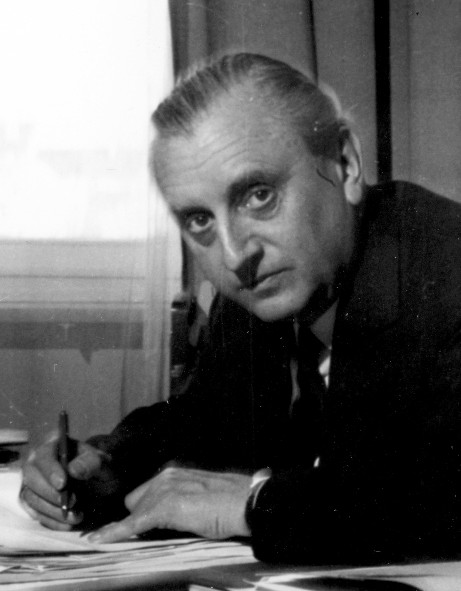
Robert Geisendörfer 1967 in seinem Büro in der Münchner Birkerstraße

Robert Geisendörfer (* 1. September 1910 in Würzburg; † 26. Februar 1976 in Frankfurt am Main) war ein evangelischer Pfarrer, kirchlicher Publizist und Medienpionier.

## Bedeutung und Grundsätze
In einer langen und steilen Karriere, die ihn in bedeutende überregionale Medienämter führte, hat der bayerische Pfarrer Robert Geisendörfer das Gesicht der evangelischen Nachkriegspublizistik in Deutschland dauerhaft geprägt. Freiheit und Professionalität sind die wesentlich auf ihn zurückgehenden und bis heute gültigen Grundprinzipien evangelischer Publizistik. Geisendörfers Credo: Kirchliche Publizistik braucht Unabhängigkeit von kirchenamtlichen Weisungen, um von den säkularen Medien ernst genommen zu werden und ein loyal-kritisches Gegenüber zur Kirche selbst sein zu können.
Wie die Kirche insgesamt müsse auch ihre Publizistik „Fürsprache üben, Barmherzigkeit vermitteln und Stimme leihen für die Sprachlosen“. Die „Macher“ der kirchlichen Publizistik müssen für Geisendörfer professionelle, gut ausgebildete Journalisten sein. Seinen Redakteuren schreibt er deshalb ins Stammbuch, „keine frommen Sprüche, sondern Journalismus zu produzieren.“
Robert Geisendörfer profilierte den bayerischen Evangelischen Presseverband zu einem leistungsfähigen Medienhaus, fasste als Gründungsdirektor des Gemeinschaftswerks der Evangelischen Publizistik evangelische publizistische Aktivitäten auf EKD-Ebene unter einem deutschlandweiten Dach zusammen, hob eine Vielzahl von Publikationen, Einrichtungen und Firmen aus der Taufe, sicherte der Kirche feste Sendeplätze in dem noch neuen Medium Fernsehen und gab ihr Gewicht in den Sendern und Rundfunkanstalten. Robert Geisendörfer starb am 26. Februar 1976 in Frankfurt nach einer Dienstreise.
Mit dem nach ihm benannten Robert-Geisendörfer-Preis zeichnet die Evangelische Kirche seit 1983 alljährlich „herausragende publizistische Leistungen deutscher Hörfunk- und Fernsehsender“ aus.

## Familie und berufliche Anfänge
Der gebürtige Unterfranke Robert Geisendörfer studierte von 1930 bis 1937 Theologie an den Universitäten Tübingen und Erlangen, seit 1935 war Geisendörfer im Predigerseminar Nürnberg. Während seines Studiums engagierte er sich in der jugendbewegt-reformierten Verbindung Bergfried. Nach seiner Ordination war Geisendörfer zehn Jahre lang – von 1937 bis 1947 – auf seiner ersten Amtsstelle Stadtvikar in Rosenheim mit Dienstsitz in Brannenburg am Inn. Sein weitgespannter Diaspora-Bereich reichte von Prien bis nach Innsbruck.
Weil es damals in dieser Gegend des katholisch geprägten Altbayerns noch kaum evangelische Kirchen gab, mussten die Gottesdienste häufig in Schulen und Gasthäusern abgehalten werden. In den Anfang von Geisendörfers Amtszeit fiel die Grundsteinlegung der evangelischen Friedenskirche in Aschau 1937.
In den Kriegsjahren hatte Geisendörfer zu seinem ohnehin schon beschwerlichen Gemeindedienst noch die Lazarette in Brannenburg, Kufstein, Wörgl, Kitzbühel und St. Johann (Tirol) zu betreuen. Evakuierte Evangelische aus den Großstädten oder evangelische Flüchtlinge ließen die Gemeinden stark anwachsen. Häufig stand ihm bei seiner seelsorgerlichen Arbeit die evangelische Lehrerin Ingeborg Schaudig aus Rosenheim zur Seite. 1940 heirateten die beiden, ein Jahr später kam ihre Tochter Ursula auf die Welt.
Als publizistische Aktivität aus dieser Zeit ist nur die Herausgabe und Gestaltung von Gemeindebriefen überliefert, die nach dem Verbot der Kirchenpresse 1941 während des Kriegs die einzige kirchliche Publikationsform im nationalsozialistischen Deutschland waren.

## Neuaufbau der evangelischen Publizistik
Der Ruf in den Evangelischen Presseverband nach München traf den Brannenburger Pfarrer Geisendörfer aus heiterem Himmel. Da er selbst skeptisch war, machte er ein Rückkehrrecht auf seine alte Pfarrstelle zur Bedingung. Als Geschäftsführer stand Geisendörfer ab dem 1. April 1947 an der Spitze eines noch sehr überschaubaren Unternehmens: Der Presseverband zählte ganze fünf Mitarbeiter und war eher provisorisch in einem Raum der von der Kirche angekauften ehemaligen Villa der Zirkusdirektorin Renz in der Himmelreichstraße 4 nahe dem Englischen Garten untergebracht. „Bei starkem Regen stehen die Schreibtische unter Wasser“, notierte Geisendörfers Vorgänger Gerhard Hildmann.
Nach vier Jahren umfasste der Evangelische Presseverband (EPV) die Wochenzeitung „Sonntagsblatt“, die Nachrichtenagentur epd-Bayern, Abteilungen für Rundfunk, Film und Bild, einen Buchverlag und eine kleine Druckerei mit Setzerei – in der Garage des Anwesens. In dieser medialen Pionierphase spannte Geisendörfer auch Frau und Tochter für verlegerische Hilfsdienste wie Adressierung und Versand mit ein. Nach dem Umzug in die Waltherstraße dienten der Familie Geisendörfer die ehemaligen Verlagsräume als Wohnung.

## Impulse aus den USA
Im Rahmen des US-amerikanischen „Re-Education-Programms“ nahm Geisendörfer ab Februar 1949 an einem dreimonatigen Studienaufenthalt in den USA teil, von dem – wie Geisendörfer 1959 im Rückblick schrieb – „stärkste Impulse“ für seine eigene Medienarbeit ausgingen. Gemeinsam mit Gerhard Hildmann, seinem Vorgänger als Geschäftsführer des EPV und dem Gründungsdirektor der Evangelischen Akademie Tutzing, absolvierte er ein straff organisiertes Programm, bei dem er die Medienarbeit der amerikanischen Kirchen kennenlernte. Stationen der Reise waren u. a. New York, wo er auch den Schriftsteller Oskar Maria Graf besuchte, Chicago, St. Louis, New Orleans und Philadelphia.
Geisendörfer und Hildmann waren zu Gast in den „Publishing-Houses“ der lutherischen Kirchen in St. Louis und Philadelphia, in denen sämtliche kirchliche Medienaktivitäten einschließlich der Rundfunkarbeit konzentriert waren. Er bekam Kontakt zu den PR-Beauftragten der Kirchen, die es in dieser Funktion in Deutschland noch nicht gab.

## Auf dem Weg zu einem modernen Medienhaus
Nach der stürmischen Entwicklung der Anfangsjahre brauchte der Presseverband dringend mehr Platz. Deshalb wurde um die Jahreswende 1953/54 in der Waltherstraße in der Nähe des Münchner Goetheplatzes in einer wieder aufgebauten Ruine ein eigenes Verlagsgebäude bezogen. Neben Geisendörfer als Direktor trat ab 1952 die energische Leonore von Tucher als Geschäftsführerin. Unter diesem Tandem wuchs der Presseverband kontinuierlich weiter und entwickelte sich zu einem mittelständischen Medienunternehmen.
Für die Nachrichtenagentur epd kamen flächendeckend Bezirksredaktionen hinzu, das Sonntagsblatt erreichte eine Verkaufsauflage von 140.000 Exemplaren, neue Publikationen wie die Bildbeilage Das Fenster und zielgruppenorientierte Publikationen, etwa für die vielen Ehrenamtlichen in der Kirche, ergänzten und veränderten die kirchliche Presselandschaft.
Der vom EPV herausgegebene und bundesweit vertriebene Filmbeobachter hatte einen nachhaltigen Einfluss auf die Programme in den Kinos. Ein neuer Verlag, die Lucas-Cranach-GmbH, wurde gegründet und später mit dem Claudius-Verlag fusioniert. Wirtschaftliches Rückgrat war das Evangelische Kirchengesangbuch: Allein 1959 wurden 218.000 Exemplare verkauft.
Der wirtschaftliche Erfolg des Gesangbuchs ermöglichte dem Presseverband einen großen Wurf: Ende August 1960 zog er in ein modernes Verlagsgebäude in die Münchner Birkerstraße. Das Medienzentrum war damals einzigartig in der deutschen kirchlichen Publizistik und umfasste, wie das Sonntagsblatt zur Einweihung vermerkte, „ein Haus mit 298 Fenstern und fünf Stockwerken und ein Rückgebäude“.
Neben dem Sonntagsblatt als Flaggschiff gab der Presseverband fast 20 verschiedene Zeitschriften heraus. Der epd berichtete inzwischen neben der Zentrale in München aus sechs Bezirksredaktionen. 1964 fusionierten die beiden Verlage Cranach und Claudius zu einem leistungsstarken Verlag, dem heutigen Claudius Verlag, mit den Schwerpunkten Gesangbuch, Schulbücher, Lebenshilfe, theologische Literatur und Humor. In dieser Zeit wurden die Publikationen Das neue Dorf und Medium, herausgegeben von der Konferenz der Evangelischen Rundfunk- und Fernseharbeit, ins Leben gerufen. International aktiv war die von Geisendörfer gegründete Vereinigung für christliche Publizistik (WACC), die mit Tonbändern, Zeitschriften und Büchern weltweit über den Protestantismus in Deutschland informierte.
Als Geisendörfer 1967 den Stab an seinen Nachfolger Richard Kolb übergab, hatte der bayerische Presseverband über 100 Mitarbeiter.

## Frühe Filmarbeit
Gemeinsam mit dem EKD-Filmpfarrer Werner Hess gründete Robert Geisendörfer 1948 den Evangelischen Filmbeobachter, der mit dem Impressum des bayerischen Presseverbands erschien. Er erwies sich bald als wichtiges Instrument der kirchlichen Filmarbeit mit erheblicher Breitenwirkung. Pfarrer und Pädagogen nutzten die Filmkritiken als Basis für ihre Filmdiskussionen oder hängten sie in Schaukästen aus.
Geisendörfer, der sich als ausgesprochener Filmfan im Kino auch zwei Filme hintereinander anschauen konnte, schrieb für den Filmbeobachter selbst nur eine einzige Kritik – über Helmut Käutners Film Der Apfel ist ab. Die heutige Nachfolgepublikation epd-Film gilt als eine der bedeutendsten filmkritischen Zeitungen in Deutschland und zählt zu den Markenzeichen des Gemeinschaftswerkes der Evangelischen Publizistik in Frankfurt/Main.
In München begründete Geisendörfer, der auch im Verwaltungsrat der 1950 gegründeten evangelischen Filmverleihfirma Matthias-Film saß, 1960 die Filmproduktionsgesellschaft EIKON. Die EIKON, in der Geisendörfer ein eigenes Büro hatte, nahm sich vor allem gesellschaftlicher Randgruppen an und produzierte vorwiegend für das ZDF und den Bayerischen Rundfunk. Die EIKON-Serie Unser Walter stellte beispielsweise zum ersten Mal im Vorabendprogramm ein behindertes Kind als Serienheld in den Mittelpunkt.

## Rundfunkprediger und Fernsehbeauftragter
Nach Geisendörfers Überzeugung ist die christliche Botschaft ihrem Wesen nach öffentlich: Kirche und ihre Publizistik dürfen daher kein Nischendasein führen, sondern müssen breit in die Gesellschaft hinein wirken. Bereits seit 1947 sprach Geisendörfer regelmäßig Rundfunkandachten für den Bayerischen Rundfunk. Sein Gespür für die Möglichkeiten des damals noch neuen Mediums Fernsehen erweiterte Geisendörfers Wirkungskreis weit über Bayern hinaus. 1956 wählte ihn die Konferenz der „Beauftragten der evangelischen Landeskirchen bei den Sendern“ zu ihrem Vorsitzenden. Vier Jahre später wurde Geisendörfer Fernsehbeauftragter der EKD – als Nachfolger seines Freundes Werner Hess, der als Fernsehprogrammdirektor zum Hessischen Rundfunk ging. 1961 wurde Geisendörfer zudem vom Rat der EKD mit dem Amt des Rundfunkbeauftragten für die Deutsche Welle (DW) und den Deutschlandfunk (DLF) betraut.
In diesen Funktionen hatte Geisendörfer immer wieder beruflich mit seiner Frau Ingeborg zu tun, die in dieser Zeit Vorsitzende des Programmausschusses für den Deutschlandfunk des Bundestages war. Amtliche Schreiben an die CSU-Politikerin unterzeichnete Geisendörfer, der sich selbst parteipolitisch zeit seines Lebens neutral verhielt, mit „Ihr liebster Wähler“. 1963 vertrat er kirchliche Belange als Fernsehbeauftragter zudem für das Zweite Deutsche Fernsehen (ZDF).
Wie in der kirchlichen Publizistik trat Geisendörfer auch für die publizistische Freiheit und Unabhängigkeit der Sendeanstalten ein. In einem Brief an die Vorsitzenden aller damals im Bundestag vertretenen Parteien warnte er im November 1973 eindringlich vor einem „Journalismus mit Parteibuch“ und stellte die Frage, ob der „Rundfunk seinen Verfassungsauftrag in Unabhängigkeit und Staatsferne erfüllen kann, wenn es von den Parteien allein abhängt, wer an welchem Platz welche Aufgaben wahrzunehmen hat“.

## Internationale Kontakte
„Eine christliche Publizistik, die sich nicht auch international einmischt, verfällt in die Provinzialität und verharrt im Ghetto“, war eine weitere Überzeugung Geisendörfers. Der unermüdliche Gremienarbeiter reiste zu Treffen und Tagungen weltweit und wurde in zahlreichen ökumenischen Gruppen und internationalen Initiativen selbst aktiv. 1953 gehörte Geisendörfer zu den Gründungsmitgliedern des „World Committee for Christian Broadcasting“ (WCCB) und des „Radio Voice of the Gospel“ (RVOG), eines lutherischen Missionssenders in Addis Abeba (Äthiopien), der ab 1959 nach Afrika, Asien und Teilen Lateinamerikas ausstrahlte.
Einen besonderen Stellenwert maß Geisendörfer der 1968 gegründeten „World Association for Christian Communication“  (WACC) bei, da diese „Weltorganisation für Christliche Kommunikation für alle Medien, also auch für die Presse und den Film offen ist“. Bei der Gründungsversammlung wählten ihn die 225 Delegierten aus 39 Ländern neben dem Präsidenten Frederick R. Wilson (USA) zum Schatzmeister.
Darüber hinaus war er unter anderem von 1963 bis 1973 Vorsitzender der „Vereinigung für christliche Publizistik e.V.“, die – so die selbstgestellte Aufgabe – „Angehörigen anderer Länder Einblicke in das evangelisch-kirchliche Leben der Bundesrepublik Deutschland verschaffen will“, und etablierte später in seiner Funktion als Direktor des Gemeinschaftswerks in Frankfurt 1973 ein eigenes Referat „Internationale Publizistische Kontakte“.

## Gründungsdirektor des Gemeinschaftswerks
Ein großes Projekt Geisendörfers war die organisatorische Bündelung der vielfältigen publizistischen Aktivitäten auf EKD-Ebene. Nach seiner Überzeugung haben die unterschiedlichen evangelischen Publikationen nur dann eine echte Zukunftschance, wenn sie „gemeinsam an Zielvorstellungen arbeiten“.
1967 wurde Geisendörfer Geschäftsführer des Evangelischen Presseverbands für Deutschland, in dem beispielsweise die Nachrichtenagentur Evangelischer Pressedienst (epd) angesiedelt ist. Ein Jahr später wurde er auch mit der Geschäftsführung des Gemeinschaftswerks der Evangelischen Presse (GW) betraut, dem Dachverband aller evangelischen Zeitungen und Zeitschriften in Deutschland.
Nach zähen Verhandlungen gelang es Geisendörfer 1973, alle „relevanten publizistischen Kräfte der EKD unter einem Dach und unter einem Direktor zu vereinen“ (Otmar Schulz). Am 5. Juli 1973 wurde das Gemeinschaftswerk der Evangelischen Publizistik (GEP) in Frankfurt/Main gegründet und Geisendörfer erster Direktor.
Getragen wurde das GEP von der EKD und den damaligen 16 westdeutschen Landeskirchen. Zur Zeit Geisendörfers gehörten zum Gemeinschaftswerk die Fachbereiche „Evangelischer Pressedienst“, „Ausbildung, Fortbildung und Personalplanung“, „Hörfunk und Fernsehen“, „Film, Bild, Ton, Audiovision“, „Zeitschriften“, „Buch“ sowie „Werbung und Public Relations“.

## Auszeichnungen
- 1964: Bayerischer Verdienstorden
- 1971: Großes Bundesverdienstkreuz
- 1975: Besondere Ehrung beim Adolf-Grimme-Preis

## Veröffentlichungen
- Für die Freiheit der Publizistik. Stuttgart, Berlin: Kreuz-Verlag 1978
- Die Wahrheit knechtet nicht. Bielefeld, Frankfurt (Main): Eckart-Verlag 1975